# Lapinjärvi
Lapinjärvi (in svedese Lappträsk) è un comune finlandese di 2518 abitanti, situato nella regione dell'Uusimaa. Fino al 2011 apparteneva alla regione dell'Uusimaa orientale in seguito soppressa.

## Società

### Lingue e dialetti
Le lingue ufficiali di Lainjärvi sono il finlandese e lo svedese, e 3,3% parlano altre lingue.
| %     | Ripartizione linguistica (gruppi principali) |
| ----- | -------------------------------------------- |
| 32,8% | madrelingua svedese                          |
| 63,9% | madrelingua finlandese                       |